# Women of Liberia Mass Action for Peace

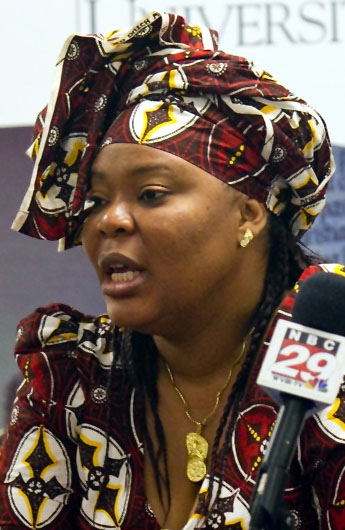
Leymah Gbowee, lors d'une conférence de presse en 2011.

Women of Liberia Mass Action for Peace (français : action de masse des femmes du Liberia pour la paix) est un mouvement de paix lancé en 2003 par les femmes de Monrovia, Liberia. Organisé par Crystal Roh Gawding et les travailleurs sociaux Leymah Gbowee et Comfort Freeman, le mouvement débute malgré le fait que le Liberia ait des droits civils extrêmement limités. Des milliers de femmes musulmanes et chrétiennes de différentes classes sociales se mobilisent, organisent des manifestations silencieuses de non-violence, y compris une grève du sexe et menacent d'une malédiction.

## Contexte
C'est sous le règne de Samuel Doe que l'identité tribale d'une personne détermine la façon dont elle est traitée. Doe favorise ceux qui partagent son identité tribale de Krahn. Si quelqu'un était indigène ou pauvre, il est méprisé par le gouvernement et ses partisans. Les signes d'une guerre imminente se multiplient. Cependant, les indigènes ne peuvent pas fuir le pays par manque de moyens. Cette division conduit au début d'une longue et sanglante guerre civile. 
Pendant la première guerre civile libérienne, la réalité de la vie des femmes n'est pas révélée. Gbowee mentionne que certains de leurs rôles consistent à cacher leurs maris et leurs fils aux soldats qui cherchent à les recruter ou à les tuer, à marcher des kilomètres pour trouver de la nourriture et de l'eau pour leurs familles, et finalement à savoir comment elles sont restées en vie afin qu'il reste quelque chose à construire lorsque la paix reviendrait. 
Et après avoir pris le pouvoir lors d'un coup d'État militaire en 1989, le président Charles Taylor lutte pour garder le contrôle du pays. En raison de l'importance croissante des identités tribales sous le règne de Doe, le Liberia est désormais un pays divisé par des factions rebelles. Les rebelles et l'administration de Taylor imposent un harcèlement et une violence sévère à la population du Liberia. L'année 2003 marque la quatorzième année de la deuxième guerre civile libérienne. De nombreux Libériens sont déplacés et 250 000 personnes perdent la vie.
Pendant que les hommes participaient à la guerre, les femmes qui portent le fardeau de l'impact de la guerre. Les femmes libériennes endurent la douleur de voir leurs jeunes fils être enrôlés de force dans l'armée. Quelques jours plus tard, ces jeunes hommes reviennent dans le même village, drogués, et sont contraints d'exécuter les membres de leur propre famille. Les femmes doivent supporter la douleur de voir leurs jeunes filles... être utilisées comme esclaves sexuelles la nuit et comme combattantes le jour... les femmes doivent rester assises et regarder leurs maris, leurs pères être emmenés. Dans la plupart des cas, ces hommes sont en morceaux.
Incapables de tolérer plus de combats ou de meurtres, un petit groupe de femmes libériennes prend une décision qui va finalement changer le pays. Ces femmes lancent une campagne qui appelle à la non-violence et à la paix. Leur chef, Leymah Gbowee, déclare qu'elles « prennent le destin du Liberia en main », en précisant que « dans le passé, elles se sont tues, mais après avoir été tuées, violées, déshumanisées et infectées par des maladies, la guerre leur apprend que l'avenir consiste à dire non à la violence et oui à la paix ». 

## Accord de paix
En 2003, pendant la seconde guerre civile libérienne, Women of Liberia Mass Action for Peace, forcent la rencontre avec le président Taylor et lui font promettre de participer à des négociations de paix au Ghana.
Deux cents femmes sont dans la salle, vêtues de blanc, monopolisant la conversation. Chaque fois que les négociateurs essaient de partir, les femmes menacent de se dénuder. Enfermés dans la pièce avec les femmes, les hommes essaient de sauter par la fenêtre pour échapper à la conversation. Mais les femmes persistent, organisant un sit-in à l'intérieur du palais présidentiel. Elles bloquent toutes les portes et les fenêtres et empêchent quiconque de quitter les négociations de paix sans une résolution.
Les femmes du Liberia deviennent une force politique contre la violence et contre leur gouvernement. Leurs actions permettent de parvenir à un accord pendant les négociations de paix, qui sont au point mort. Les femmes peuvent instaurer la paix au Liberia après une guerre civile de 14 ans et ensuite contribuent à l'arrivée au pouvoir de la première femme chef d'État du pays, Ellen Johnson Sirleaf.

## Documentaire
Pray the Devil Back to Hell est un documentaire réalisé par Gini Reticker et produit par Abigail Disney. Le film décrit les actions de Women of Liberia Mass Action for Peace. Le film est utilisé comme outil de sensibilisation dans les zones post-conflit comme le Soudan et le Zimbabwe, en mobilisant les femmes africaines pour qu'elles réclament la paix et la sécurité.